# TSS Manxman (1955)
Le TSS Manxman (RMS)  était un ferry à passagers lancé en 1955 du chantier naval britannique Cammell Laird de Birkenhead. Il était le dernier navire d'une classe de six navires similaires, les Six Sisters, commandées par la Isle of Man Steam Packet Company (en), et était le deuxième des navires de cette compagnie maritime à porter ce nom. Il a été retiré du service en 1982. À la suite d'une tentative de préservation qui a échoué, le navire a été démantelé à Sunderland en 2012.

Ce bâtiment était inscrit au registre du National Historic Ships  depuis 2002.

En 2013 il a été transféré au registre du NAHV (National Archive of Historic Vessels).

## Histoire
Construit au chantier naval Cammell Laird de Birkenhead et lancé en 1955, Manxman a fait toute sa carrière de navire à passagers au sein de la compagnie maritime Isle of Man Steam Packet Company jusqu'en 1982.

Puis il a été vendu à la Manxman Steamer Society qui l'a exploité pour faire des croisières durant la saison d'été avant d'être mis hors service. Il a été sauvé de la ferraille pour servir de complexe de loisirs à Preston. Devant l'insuccés du projet il a été reconverti en discothèque flottante changeant plusieurs fois de lieu, Liverpool en 1991, puis Hull en 1993.
En 1997, un incendie a éclaté à bord en août 1997, endommageant sérieusement le bâtiment. La Manxman Steamship Company est créée afin de le préserver et en 2003, la Heritage Lottery Fund lui verse une subvention pour cela. Mais le navire continue à se détériorer et les diverses tentatives de restauration restent vaines.

En février 2008, après avoir recherché des solutions alternatives, la société a conclu que le projet envisagé ne pouvait pas être mis en œuvre et qu'il fallait commencer le processus de liquidation. En Mars 2010, la décision de démantélement est prise et, en 2012, il est mis à la ferraille.